# Rock Otočec
Rock Otočec je bil dolenjski glasbeni festival na odprtem. Prvi Rock Otočec se je zgodil leta 1976, drugi leta 1983, od leta 1997 do 2013 pa je bil redna prireditev. Festival je trajal tri dni v začetku julija. Običajni prostor je bil travnik na Otočcu ob reki Krki, razen v letih 1999–2003, ko je bil prestavljen na letališče Prečna pri Novem mestu ter leta 2013 v Ljubljana Resort. Na festivalu so nastopali znani in manj znani domači in tuji izvajalci. 
Rock Otočec ima bogato zgodovino: na njem je do danes nastopilo okrog 1.500 glasbenikov iz dvajsetih držav, skupno pa ga je obiskalo 100.000 ljudi. Ena izmed značilnih lastnosti festivala je ples v blatu. Glavni organizator je bil Franci Kek. 

## Datumi prireditev in nastopajoči
- 5. julij - 6. julij 1997 - The Rings, MI 2, Avtomobili, D'Kovači, K.U.T. Gas, Magnifico, Let 3, Craobh Rua, Vlado Kreslin, Pips, Chips & Videoclips, Durhmarsh, Hic et nunc, Wet Bed, Dan D, Majke, Demolition Group, Diana Miranda, Zabranjeno pušenje, Peter Lovšin
- 3. julij - 4. julij 1998 - Plavi orkestar, Temni angeli usode, Schäll sick brass band, Dan D, Adi Smolar, Borut Veselko in projekt debela denarnica, Društvo mrtvih pesnikov, Warpigs, Veliki bijeli slon, Dicky b. Hardy, Indust bag, Flirt, The rings, Abadon, Dunke, Sarcom, Stara pravda, Topsi, New breed, Drzni in lepi, Budhas gravity, Zabranjeno pušenje, Rambo Amadeus, Buldožer in Vlada Divljan, Zoran Predin, Terra Mystica, Big Foot Mama, Ž kovači, Wet bed, Skroz, Durhmarsh, Hic et nunc
- 2. julij - 4. julij 1999 - Vlatko Stefanovski Trio, Wet Bed, Zmelkoow, Ž' Kovači, Svea Zagorje, Calexico, The Toasters, Leteči Odred, DMP, Zaklonišče prepeva, Dan D, The Brandos, Gustafi, Avtomobili, Big Foot Mama, Liquido, Dog Eat Dog, Peter Lovšin
- 7. julij - 9. julij 2000 - Rollins Band, Tonček Plut, Flare, Sausages, Hladno pivo, Vlado Divljan, Kud Idijoti, Tinkara Kovač, Vlado Kreslin, Oko, Jinx, Weeping Willow, Pihalni orkester Krka Zdravilišča, Dan D, Zaklonišče Prepeva, Magnifico, Siddharta, Let 3
- 6. julij - 8. julij 2001 - Zoran Predin Band, Psihomodopop, Asian Dub Foundation, Demolition Group, Dogma, Elvis Jackson, Big Foot Mama, Wet Bed, Tabu, Howitzer, The Cannons, Körai Öröm, Shyam, Dan D, Living Colour, Fun Lovin Criminals, Wrong
- 5. julij - 7. julij 2002 - Mi2, Lara Baruca, Superhiks, Ansambel E.B.-Carja, Corto I Goran Bakić, Anavrin, KBO, Bare I Plačenici, Orkestar Ace Novkoviča, Sausages, Fundamental, Soddiha, H Blockx, D-Fact, Dino Dvornik, Hard Time, Livio Morosin, Moveknowledgement, Nomeansno, Peter Lovšin, Siddharta
- 4. julij - 6. julij 2003 - Chumbawamba, Stereo Mc`S, Apocalyptica, Paul Di`Anno, Fishbone, Primal Fear, Ozomatli, Superhiks, Kawasaki 3p, Prospect, Maczde Carpate, Vlado Kreslin, Elvis Jackson, Posodi Mi Jurja, Ks!Ht, Noctiferia, O.S.T., Noundo, The Cassettes, Disco Drive, Metalsteel
- 9. julij - 11. julij 2004 - Bobnars United, Miss.Bee, D-Fact, Noctiferia, Dan D, Zaklonišče prepeva & Elvis J. Kurtovich, Zabranjeno pušenje, Zablujena generacija, Mazoo, Sphericube, Big Surffing Elephanto, Plebs, Moveknowledgement, Slon in Sadež, Zoran Predin, Big foot mama, Šank rock, Res Nullius, Clone Age, Legeres, Stillborn + Tranzistor, Naio ssaion, Katalena, Zmelkoow, Hladno pivo, Elvis Jackson
- 8. julij - 10. julij 2005 - Magnifico, Leeloojamais, Pero Lovšin, Pleebs, Dan D, Lojze Slak, Siddhatra, Let3, Orlek, Slon in Sadež, Emil Bulls, Laibach
- 7. julij - 9. julij 2006 - Wet Bed, Srečna mladina, Zaklonišče prepeva, Pokerheads, Psihomodopop, Noctiferia, Tomaž Domicelj, Blues Hurricanes, Mama, Zmelkoow, Vlado Kreslin, Partibrejkers, Šank rock, Big foot mama, Demolition group, Pepel in kri, Dan D
- 5. julij - 8. julij 2007 - Film, Humanzi, PGC, ZZZ, P.P.T., Leaf Fat, MI2, Lynn marie, Blek Panters, Mama, Vikend panksi, Pomaranča, AVE, Avtomobili, Buldožer, Zoran Predin, John Lawton & Mary Rose, Plebs, Hladno pivo, Bajaga, T'n'T
- 27. junij - 29. junij 2008 - Banditi, Divji v*eter, Pain in the ass, Otium, Interceptor / Sarcasm, Niet, Pankrti, Zablujena generacija, Lord Bishop, Catharsis, Human, Izolier band, Drouned, Zgrešeni primeri, Valungari, Tide, Benč & legende, Hardtime, Alfi Nipič, Jinx, Tribute 2 love, Noom 8, Equilibrium, Zooland, Snowblind, Meteora, ESF, Pozdrav Azri, Sham 69, Siddharta
- 27. junij - 29. junij 2009 - BHC, Pushluschtae, Mama Manka z RO fanti, Zaklonišče prepeva, Zabranjeno pušenje, Big Foot Mama, Dan D, Billysi, ShoeShiners, Hare krišna hippie groovies, Uroš Planinc group, Dosh Lee, Klever Killer, OKO, DMP, Plebs, Vlado Kreslin in Mali bogovi, Prljavo kazalište, Mala Suerte, Momento, Kreation Kodex, New Creatives Inc., Sexy motherfuckers, Hotty Mkknoty, Puppetz, TBF, Ferus Mustafov, Tito&Tarantula, Orlek
- 2. julij - 4. julij 2010 - Dandelion Children, Kill Kenny, Zbogom Brus, Red five point star, Niet, Noctiferia, Tarja, Crossfire, Mama Manka in Rock Otočec fantje, Jaya The Cat, Demolition Group, Mi2, Janez Lotrič, Šank rock , Alen Islamović & Ave, New Level, Low peak Charlie, Nčodnč, Kalaia, Inmate, Implosia, The Banditi, Iron Median, BandX
- 1. julij - 3. julij 2011 - Guano apes, Elvis Jackson, Versus, Eskobars, Cover lover, Strangers, Arhibald arhibaldovich, Zion park, Essenca, Side project, Overtures, Samo Kodela, The closhers, Suzine semiške, Žmoht, The toasters, Jinx, Pevski zbor Pomlad, Zmelkoow, Zaklonišče prepeva, Kill kenny, Bakala blues band, Bhc, Zoopark suoni nella notte, Senzafissa dimoira s.n.n., Turbo blues, Paraziti p.13, Phuel, Can of bees, Wild ones, Tropski pingvini, Is, Eklips, Profeel, Bog bards, The Subways, S.A.R.S., The Toronto Drug Bust, Adam, Rated r, Predstavnik hgf, Stara šula, K sound xxx, Nitrox, Produžni kabel, Deck janiels, Black fish, Mushrooms, Silence before, Numerika, Las cuerdas
- 27. junij - 1. julij 2012 - Gogol Bordello, Hladno pivo, Orlek, Manouche, Dandelion Children, Soundtopia, Up n' downs, New Young Pony Club, Movits!, Kultur Shock, MI2, Eightbomb, Crossfire, Momento, Džem, Kiril, Bajaga&Instruktori, Vlado Kreslin in Mali bogovi, Happy Ol'McWeasel, PassoGigante, Deafness By Noise, El Kachon, D8 Dimension
- 5. julij - 7. julij 2013 - Dubioza kolektiv, MI2, Elvis Jackson, Billy Talent, Papa Roach, NIET, LET 3